# Ústavní soud Běloruska
Ústavní soud Běloruska je jeden z nejvyšších soudů v této východoevropské zemi. Byl založen v roce 1994 a řídí se pokyny, které byly vydány v roce 1997. Účelem tohoto soudu je rozhodovat v otázkách ohledně ústavy, jako například když je právní norma v rozporu s ústavou. Soud má 12 členů a všichni mají právní vzdělání, jak požaduje běloruské právo. Šest soudců je jmenováno prezidentem a dalších šest je jmenováno radou republiky. Bez ohledu na způsob jmenování je jejich funkční období 11 let.